# پینک (خواننده)
آلیشیا بث مور (به انگلیسی: Alecia Beth Moore؛ زادهٔ ۸ سپتامبر ۱۹۷۹) که بیشتر با نام هنری خود پینک (به شیوهٔ نوشتاری: P!nk) شناخته می‌شود، خواننده و ترانه‌سرای آمریکایی است. او برندهٔ سه جایزه گرمی است و از سال ۱۹۹۷ به شهرت رسید.

## زندگی شخصی

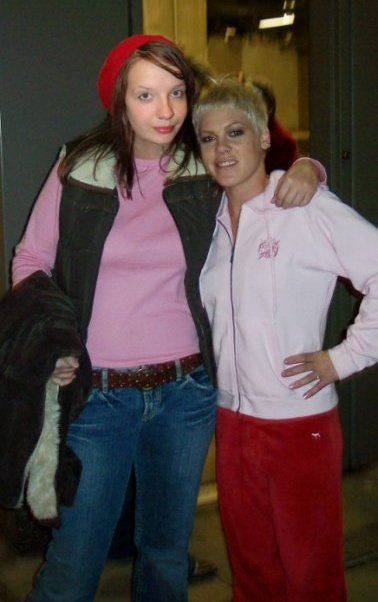

آلیشیا بث مور در ۸ سپتامبر ۱۹۷۹ در ادینگتون پنسیلوانیا متولد شد و بعد از آن در فیلادلفیا دوران کودکی خود را سپری کرد. پدر و مادر او، جیمز و جودی مور وقتی که خیلی جوان بودند از هم طلاق گرفتند. پینک به عنوان یک قهرمان نوجوان ژیمناستیک، بسیار منحصربه‌فرد بود. مدتی در باشگاهی در فیلادلفیا علاوه بر کار ژیمناستیک برای دوستان خود آواز نیز می‌خواند. در سن ۱۳ سالگی برای خواندن توسط یکی از دی‌جی‌های محلی فرا خوانده شد و در مسابقات فکری مدارس به عنوان خوانندهٔ رپ حضور یافت. مدت کوتاهی گذشت که او توسط «ضبط اجرایی» کشف شد. پینک که در یک رستوران فست‌فود کار می‌کرد پس از مدتی این کار را رها کرد و در یک پمپ بنزین مشغول به کار شد.
پینک در ۷ ژانویه ۲۰۰۶ با موتورسوار مشهور موتورکراس، کری هارت ازدواج کرد. حلقهٔ عروسی او چهار قیرات الماس داشت. در مراسم عروسی پینک، «لیسا مری پرسلی» نیز حضور داشت.
او یک برادر به نام جیسون مور دارد.
فرزند ویلو سبج هارت (متولد ۲ ژوئیه ۲۰۱۱)
نام خود را از شخصیت Mr Pink (آقای صورتی) در فیلم «سگ‌های انباری» انتخاب کرده‌است. در حالی که با دوستان خود برای تماشای این فیلم به سینما رفته بودند، همهٔ دوستان تأیید کردند که حرکات و اخلاق او شبیه به Mr Pink است.
پینک توانسته سه جایزه گرمی و پنج جایزهٔ کلیپ برتر ام‌تی‌وی را از آن خود کند.
پینک مبلغ دو و نیم میلیون دلار را به خاطر حادثهٔ آتش‌سوزی در استرالیا که موجب مرگ ۱۷۳ نفر شد، به صلیب سرخ استرالیا اهدا کرد.

## آلبوم‌ها
- نمی‌توانی مرا به خانه ببری انتشار: ۲۰۰۰
- M!ssundaztood انتشار: ۲۰۰۱
- این را امتحان کن انتشار: ۲۰۰۳
- من نمرده‌ام انتشار: ۲۰۰۶
- خانهٔ سرگرمی انتشار: ۲۰۰۸
- بزرگ‌ترین موفقیت‌ها… تا الان!!! انتشار: ۲۰۱۰
- حقیقت در مورد عشق انتشار: ۲۰۱۲
- ترومای زیبا انتشار: ۲۰۱۷
- انسان بودن آزاردهنده است انتشار: ۲۰۱۹

## نمی‌توانی مرا به خانه ببری
اولین آلبوم پینک با نام Can't Take Me Home در آوریل ۲۰۰۰ منتشر شد. بیش از ۵٬۰۰۰٬۰۰۰ نسخه از این آلبوم در سراسر جهان به فروش رسید و تک‌آهنگ‌های "There You Go (باز شروع کردی)" و "Most Girls (بیشتر دخترا)" و "You Make Me Sick (حالمو بهم می‌زنی)" از این آلبوم در سال ۲۰۰۱ در صدر جدول تک‌آهنگ‌های آمریکا قرار گرفت. در سال ۲۰۰۱ پینک به همراه کریستینا آگیلرا، میا هریسون و رپر معروف لیل کیم آهنگ بانو مارمالاد (محصول ۱۹۷۵) که تک‌آهنگ فیلم مولن روژ! بود را بازخوانی کردند. این آهنگ بعد از انتشار در صدر جدول تک‌آهنگ کشورهای نیوزلند، بریتانیا، آمریکا و استرالیا قرار گرفت. پینک در مصاحبه‌ای با شبکهٔ وی‌اچ‌وان اظهار داشت که برای خواندن قسمت‌هایی از این ترانه با مدیر برنامهٔ کریستینا آگیلرا دچار درگیری‌هایی شده‌است.

## M!ssundaztood

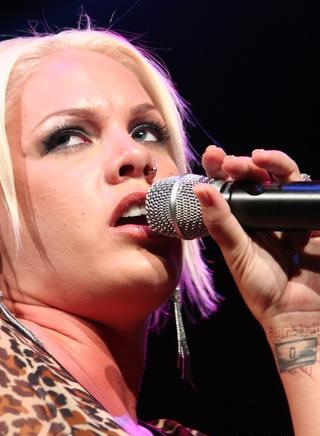
پینک در سال ۲۰۰۶

پینک تولید آلبوم M!ssundaztood را با جدیت بیشتری به عنوان ترانه‌سرا و خواننده آغاز کرد و صدای او خلاق‌تر و کنترل صدای او در این آلبوم بیشتر شد. او در آلبوم دوم خود لیندا پری را به عنوان آهنگساز به کار گرفت. لیندا پری در مصاحبه‌ای گفت: به پینک گفتم که چه کار باید بکنیم و تو چه احساسی داری و پینک دوست داشت پشت پیانو بنشیند و آواز بخواند.
پینک آلبوم خود را به دلیل تصویر و عقیدهٔ غلط مردم نسبت به خود M!ssundaztood نامید. این آلبوم در نوامبر ۲۰۰۱ منتشر شد. آهنگ "Get the Party Started (بیاید مهمونی رو شروع کنیم)" (ترانه‌سرا: لیندا پری) در کمترین مدت به صدر جدول تک‌آهنگ‌های استرالیا و بسیاری از کشورهای دیگر رسید و موزیک ویدئوی آن در سال ۲۰۰۳ دو جایزهٔ ام‌تی‌وی برای پینک به ارمغان آورد.
دیگر تک‌آهنگ‌های این آلبوم مانند "Don't Let Me Get Me (نذار خودمو بگیرم)" و "Family Portrait (عکس خانوادگی)" و "Just Like a Pill (درست مثل یه قرص)" در ۲۰ کشور به عنوان برترین آهنگ‌ها انتخاب شدند. آهنگ درست مثل یه قرص برای اولین بار با تک نوازی پیانوی پینک همراه بود.
فروش آلبوم M!ssundaztood به ۱۵ میلیون دلار رسید و پرفروش‌ترین آلبوم بریتانیا و دومین آلبوم ایالات متحده آمریکا در سال ۲۰۰۲ شد.

## این را امتحان کن
پینک در سال ۲۰۰۳ آهنگی را برای فیلم فرشته‌های چارلی آماده کرد و در موزیک ویدئوی این تک‌آهنگ به عنوان موتورسوار موتورکراس ظاهر شد. این آهنگ به مدت چندین ماه جزو ۱۰ آهنگ برتر بیلبورد هات در آمریکا و استرالیا و اروپا بود. پینک در سال ۲۰۰۳ آلبوم سوم خود را با نام Try This منتشر کرد که تک‌آهنگ‌های معروف این آلبوم به نام‌های «دردسر» و «خدا دی‌جی است» موفقیت عظیمی در ۲۰ کشور کسب کردند و پینک با آهنگ «دردسر» دومین جایزهٔ گرمی خود را به خاطر «بهترین عملکرد خوانندهٔ راک زن» کسب کرد. در همین سال پینک با دوستان خوب خود، لیسا مری پرسلی و لیندا پری در آلبوم Now What همکاری کرد.

## من نمرده‌ام

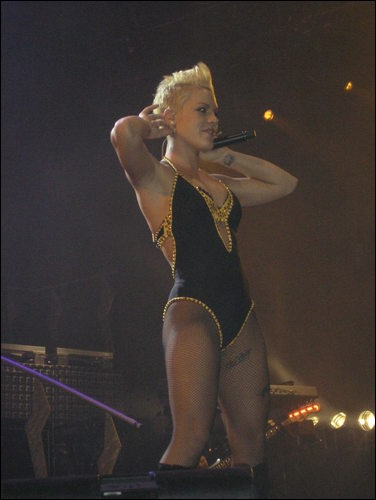
پینک درحال اجرا در سال ۲۰۰۷

پینک در حالی که مشغول سرودن ترانه‌های آلبوم جدید خود بود در مصاحبه‌ای اعلام کرد: اسم آلبوم را «من نمرده‌ام» گذاشتم چون این کار دربارهٔ زنده و سرحال بودن است نه نشستن و خاموشی.
پینک آهنگسازی آلبوم جدید خود را به مکس مارتین، بیلی مان، کریستوفر روخاس، بوچ واکر و جاش آبراهام سپرد. این آلبوم بعد از انتشار در نوامبر ۲۰۰۶ توسط لافیس رکوردز، موفقیت قابل توجهی در سراسر جهان به خصوص استرالیا کسب کرد. آلبوم I'm not Dead به اولین آلبوم آلمان و استرالیا تبدیل شد. موزیک ویدئوی تک‌آهنگ "دخترای دیوونه" از این آلبوم در سال ۲۰۰۷ برندهٔ جایزهٔ ویدئوی برتر ام‌تی‌وی شد.
آهنگ "کی فهمید؟" از این آلبوم تبدیل به شماره ۱ بیلبورد پاپ ایالات متحده شد و جایزهٔ بیشترین دانلود سال استرالیا را کسب کرد. موضوع ویدئو کلیپ این آهنگ مرگ، عشق، دوران نوجوانی است.
تور بزرگ آلبوم I'm not Dead در سال ۲۰۰۷ آغاز شد و بیش از ۳۰۷٬۰۰۰ بلیط از این کنسرت در استرالیا به فروش رسید. پینک برای اجرای کنسرت در لندن، ورزشگاه ومبلی دعوت شد و اجرای او در این ورزشگاه به عنوان بهترین اجرای سال انتخاب شد.

## خانهٔ سرگرمی
در سال ۲۰۰۸ خبری از پینک دربارهٔ اختلافات او با همسرش کری هارت منتشر شد و روزنامه‌های مختلف خبر جدایی او را از کری هارت اعلام کردند و پینک تصمیم گرفت در تکذیب این خبر آهنگ جنجالی "که چی؟" از آلبوم جدید خود Funhouse را به صورت کلیپ منتشر کند. با انتشار این ویدئو کلیپ بلافاصله نام پینک در رتبهٔ ۱ بیلبورد هات آمریکا قرار گرفت و ۶۰۰٬۰۰۰ هوادار پینک در استرالیا خواهان برگزاری تور Funhouse در این کشور شدند.
تک آهنگ "که چی؟" از این آلبوم در چارت ۳۰ کشور جهان رتبهٔ ۱ را کسب کرد.
یکی دیگر از مشهورترین قطعات آلبوم Funhouse آهنگ هوشیاراست که در سال ۲۰۰۸ نامزد جایزهٔ گرمی شد.
اجرای زندهٔ آهنگ "اکلیل در هوا" در جوایز گرمی ۲۰۱۰ از طرف مخاطبان شبکهٔ ام‌تی‌وی به عنوان بهترین اجرای سال انتخاب شد. دیگر قطعات معروف این آلبوم عبارتند از: "تو رو خدا ترکم نکن"، "باورت ندارم"، "تأثیر بد"
در سال ۲۰۰۹ فیلم مستندی از اجراهای نمایشی، خاطرات روزانه و سخنرانی‌های پینک در ایالات متحده آمریکا منتشر شد.

## بزرگ‌ترین موفقیت‌ها… تا الان!!!
پینک در سال ۲۰۱۰ آلبوم جدید خود که مجموعه‌ای از آهنگ‌های موفق گذشتهٔ خود بود توسط سونی میوزیک منتشر کرد. قطعهٔ جدید این آلبوم با نام «لیوانتو بالا ببر» به مدت ۲ هفته در صدر بیلبورد هات آمریکا قرار داشت. این آهنگ در نمودار آریا استرالیا رتبهٔ ۱ را کسب کرد و پینک اولین هنرمند زن است که در این نمودار پنج بار رتبهٔ ۱ را کسب کرده‌است.
پینک دومین آهنگ جدید خود را با نام «بی‌نقص» از آلبوم بزرگ‌ترین موفقیت‌ها… تا الان!!! در ۱۴ دسامبر ۲۰۱۰ منتشر کرد. این آهنگ توسط پینک و با همکاری مکس مارتین و شلبک آهنگسازی شده‌است. پینک اعلام کرده‌است که الهام‌بخش اصلی او در ساخت این آهنگ شوهرش کری هارت بوده‌است. کارگردانی ویدئوی این آهنگ را دیو میرز بر عهده داشت و پیام جنجال‌برانگیز آن مبارزه با افسردگی و خودکشی است. آهنگ «بی‌نقص» توانست در بیلبورد هات آمریکا رتبهٔ ۲ را کسب کند و در لیست ۱۰ آهنگ برتر کشورهای استرالیا، آلمان، کانادا، ایرلند، مجارستان، نیوزلند، هلند و انگلستان قرار گرفت. همچنین این آهنگ در صدر بیلبورد آهنگ‌های پاپ، بیلبورد آهنگ‌های پاپ بزرگسالان و بیلبورد آهنگ‌های جدید دیجیتال ایالات متحده قرار گرفت.

## آهنگ چی از من می‌خوای

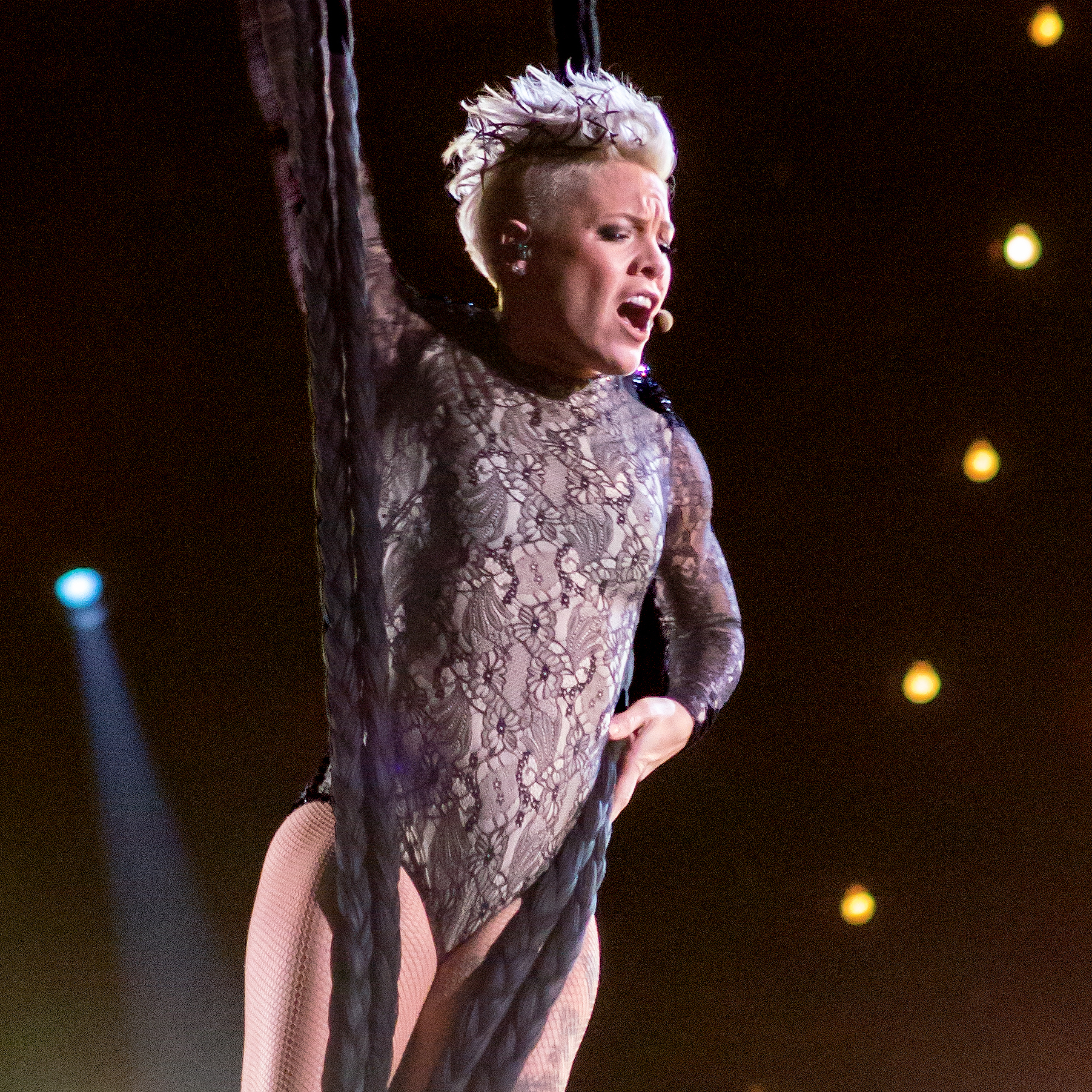
پینک درحال اجرا در سال ۲۰۱۴

آهنگ «چی از من می‌خوای» توسط مکس مارتین و شلبک در سال ۲۰۰۸ برای آلبوم خانهٔ سرگرمی پینک ساخته شده بود و شعر آن متعلق به پینک است اما در مراحل آخر آمادگی آلبوم خانهٔ سرگرمی این قطعه از آلبوم حذف شد. مکس مارتین که آهنگساز آلبوم برای سرگرمی تو از آدام لمبرت بود با کسب اجازه از پینک آهنگ را وارد آلبوم جدید آدام لمبرت کرد. آهنگ «چی از من می‌خوای» در آلبوم بزرگ‌ترین موفقیت‌ها… تا الان!!!. به صورت رسمی قرار نگرفته اما به صورت تک‌آهنگ در دسترس است.